# 靜川站
靜川站（日语：／ Shizukawa eki */?）是位於北海道勇拂郡苫小牧町大字勇拂村字Ninaruka（現時：苫小牧市靜川） ，鐵道省的富內線車站（廢站）。隨著沼之端站至豐城站之間區間廢除，車站在1943年（昭和18年）11月1日廢除。
在1943年11月1日，鐵路線被國有化後，由於與日高本線並行而成為不要不急線，因此暫停服務，後來沒有重開。

## 歷史
- 1922年（大正11年）7月24日 - 舊北海道鑛業鐵道（日语：北海道鉄道 (2代)）金山線開設Ninaruka停留場[1]。當時為客運車站。
- 1924年（大正13年）3月3日 - 鐵路公司改名為北海道鐵道（第二代）。
- 日期不詳 - 在昭和10年代前，Ninaruka盛產木炭，此站與北松田站運送木灰[2]。
- 1943年（昭和18年）
  - 8月1日 - 戰時收購後被國有化，成為富內線車站。同時改名為靜川站。
  - 11月1日 - 車站暫停服務，後來沒有重開，實際已經廢站。

### 站名的由來
「Ninaruka」原本阿伊努語的「ニナル・カ」，其意思是「沿河高地、之上」，指的是當地安平川左岸和高地。
在1942年（昭和17年）字名改名和整理土地後，該地域改名為「靜川」，名稱取自安平川的流水很平靜而得名。行政上於1944年（昭和19年）1月1日實施，但是車站名稱在當日前先行改名。

## 現況
車站附近的路軌遺蹟變成國道235號。

## 相鄰車站
鐵道省
富內線
北松田－靜川－上厚真

## 注腳
1. ↑  《官報》 1922年07月28日　鉄道省彙報 「地方鉄道運輸開始」 （页面存档备份，存于）（日語）（國立國會圖書館數碼化收藏）
2. ↑  苫小牧市史 下卷 p1855
3. 1 2  苫小牧市史 下卷 1976年出版 p1847

## 外部連結
- 1944年（廢除1年後）拍攝航空照片（國土地理院 地圖、航空照片參閲服務）
- 1947年拍攝航空照片（國土地理院 地圖、航空照片參閲服務）